# Virserums hembygdsförening

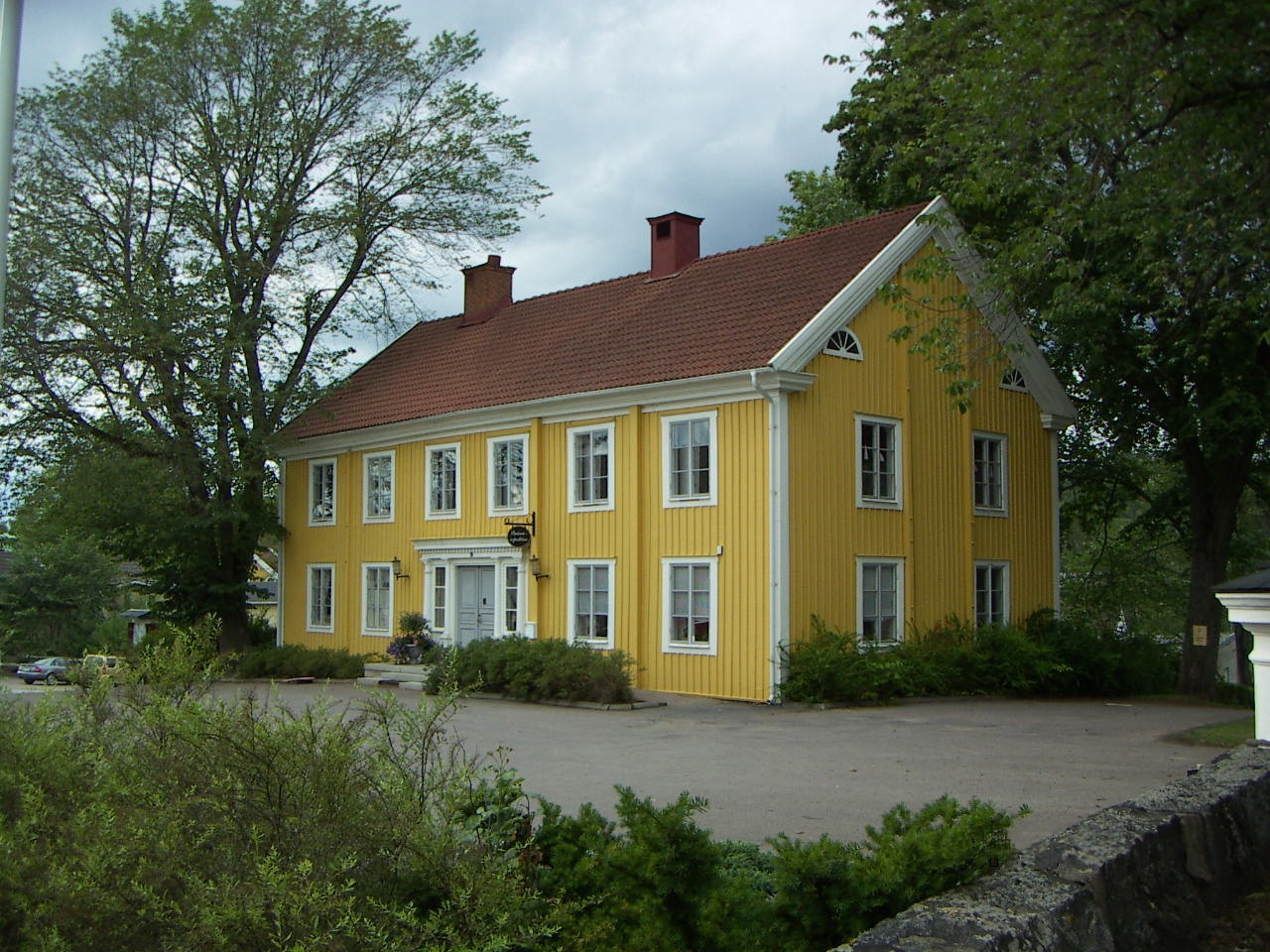
Sockenstugan i Virserum, från omkring 1850

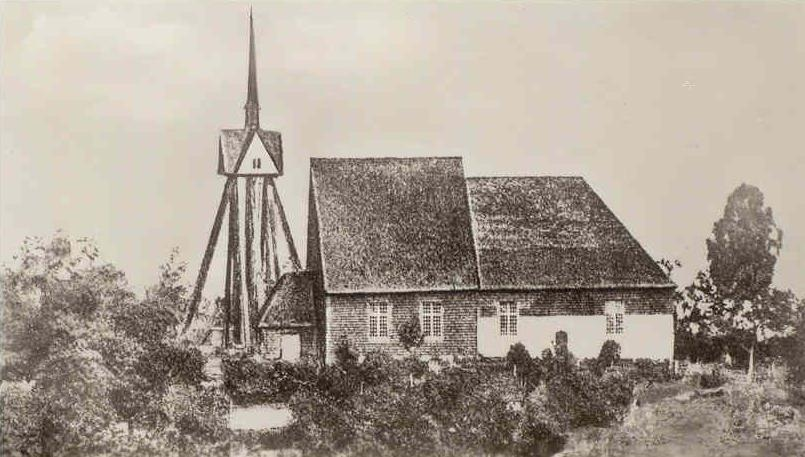
"Wirserum gamla kyrka". Bilden är tagen omkring 1880.

Virserums hembygdsförening är en hembygdsförening i Virserum i Hultsfreds kommun, med verksamhet sedan 1928.

## Historik
Föreningen höll sitt första årsmöte 1928 med Arvid Rudin som ordförande och Einar Johansson (Bresäter) som sekreterare. Föreningens syfte var då att: ”på hembygdsvårdens olika områden verka för räddandet och pånyttfödandet av bygdens nedärvda kultur och naturvärden”. Einar Bresäter blev 1936 ordförande och 1937 ordnades ett stort lotteri för anläggandet av Virserums hembygdspark. År 1939 inköptes Fagerströmsstugan från Misterhult och 1940 hyrde föreningen ett markområde, sedermera inköpt 1971.
På 1940-talet flyttades ett flertal byggnader till parken: Ryggåsstugan köptes från Komberg, ett timrat avträde från Västerarp, en ängslada från Mistersjö, en bastu från Holmskog, en gårdssmedja från Näshult samt Fröåsa handpappersbruk. År 1954 gjordes en rekonstruktion av gamla marknadsbodar från Virserums marknad i parken och 1957 flyttades två av de gamla kyrkstallarna dit och 1963 en mindre ladugård med loge. År 1964 rödfärgades ett antal byggnader i parken.
År 1966 påbörjades en inventering av gamla torp och backstugor. År 1973 byggdes en scenbyggnad i parken och 2009 anlades läktare i slänten mot scenen med plats för en sittande publik på 200 personer.
I parken finns också ett block av en för Virserumstrakten i Sverige unik klotbergart.

## Verksamhet
- Hembygdsforskning och dokumentation om Virserums historia.
- Förvaltning av Virserums hembygdspark med byggnader och föremål.
- Insamling av föremål och dokument.
- Arrangemang i Virserums hembygdspark, visningar och midsommarfester, samt andra arrangemang i Virserumstrakten.

## Skrifter
Från 1970 har hembygdsföreningen givit ut ett flertal skrifter, författade av bland annat Harry Ericsson, Gösta Lindström, Jacob Hägg, Eric Bringfors, Paul Bohman, Roy Habbe och Värne Gustafsson.
År 2015 påbörjades i samarbete med Virserums gille utgivningen av en hembygdsbok.

## Föreningens lokaler
Föreningen har lokaler i Virserums hembygdspark samt arkiv och möteslokaler i Centralskolan.